# Hypanthidioides christinae
Hypanthidioides christinae är en biart som först beskrevs av Urban 1993.  Hypanthidioides christinae ingår i släktet Hypanthidioides och familjen buksamlarbin. Inga underarter finns listade i Catalogue of Life.